# まほろ駅前多田便利軒
『まほろ駅前多田便利軒』（まほろえきまえただべんりけん）は、三浦しをんによる日本の小説。第135回直木三十五賞受賞作品。文藝春秋より出版されている。また、それを原作とした漫画・映画・テレビドラマも作られている。
本項では、続編『まほろ駅前番外地』（まほろえきまえばんがいち）、『まほろ駅前狂騒曲』（まほろえきまえきょうそうきょく）についても扱う。

## 概要
便利屋を営む男性と、その友人の1年間を描いた作品。
『別冊文藝春秋』（文藝春秋）第255号から第260号にかけて連載され、2006年3月に単行本として出版された。原作のイラストは下村富美。2009年1月に文春文庫として出版された。
『別冊文藝春秋』第274号から第280号にかけて、連作短編「まほろ駅前番外地」が掲載され、2009年10月に単行本として出版された。
『週刊文春』2010年10月28日号から2011年9月15日号にかけて、続編となる「まほろ駅前狂騒曲」が掲載、2013年10月に単行本として出版された。イラストは下村富美。
山田ユギが作画を担当する漫画版が『ピアニッシモ』（ポプラ社）にて2008年1月発売のVol.1から連載され、同誌の休刊により中断した後、『MELODY』（白泉社）に掲載誌を移し、2010年2月号から2016年12月号まで連載された。コミックスは同社の『花とゆめコミックススペシャル』レーベルより4巻で完結（1巻は『ピアニッシモ』での連載分）。
本作は瑛太・松田龍平主演で映像化されシリーズ作品となっている。第1作『まほろ駅前多田便利軒』は2011年に映画化され、続編『まほろ駅前番外地』は2013年1月からテレビ東京系「ドラマ24」において同キャストでテレビドラマ化された。2014年10月には、シリーズ第3作の『まほろ駅前狂騒曲』が映画化された。

## あらすじ
まほろ市の駅前に位置する便利屋、「多田便利軒」。その経営者である多田啓介、そして彼の元へ転がり込んできた行天春彦。二人の下へ舞い込んでくる、どこか奇妙で、きな臭い依頼に係わっていくうちに、さまざまな人間模様が見えていく。痛快便利屋物語。

## 舞台設定
物語の舞台となっている「まほろ市」は、神奈川へ張り出した東京都南西部最大の街という設定であり、著者である三浦が在住している町田市がモデルとなっている。
東京都南西部最大の住宅街であり、歓楽街であり、電気街であり、書店街であり、学生街であるがゆえに、スーパーマーケットやデパート、商店街や映画館といった施設は軒並み揃っている。そのため、生涯を通して大凡のことがまほろ市内だけで済み、街から出て行く者が少なく、たとえ出て行ったとしても、また戻ってくる者が多い。
作中に登場する「ハコキュー」、「小山内町」と言った地名や風景の多くは、町田市内に実在する地名や建造物をモデルとしている。

## 登場人物
多田 啓介（ただ けいすけ）
まほろ駅前にて「多田便利軒」という名の便利屋を営んでいる三十半ばの男。十数年ぶりに再会した行天と生活を共にすることとなる。バツイチであるほか、結婚していた当時、生まれたばかりの息子を亡くしている。
行天 春彦（ぎょうてん はるひこ）
多田の中学校時代の同級生。十数年ぶりに多田と再会し、彼の下で生活を共にすることとなる。中学在学中に右手の小指を切断した過去がある。ある経緯によって小さい子供が大嫌い（由良は例外）で、『狂騒曲』にてその理由が明らかになる。多田と同じく、バツイチ。
ルル / ハイシー
まほろ駅の裏通りの風俗店で働いている娼婦たち。
田村 由良（たむら ゆら）
多田が、学習塾への送り迎えの依頼された小学4年生の男児。年齢の割りになかなかの食わせ物。家庭は両親とも共働きであり、本人曰く自分には興味ないと述べている。
三峯 凪子（みつみね なぎこ）
行天の元妻である医者。「はる」と言う名の娘がいる。同性愛者。『狂騒曲』では様々な理由により、本来行天の子供嫌いを考慮して小さい子供に関する依頼を受け付けない多田便利軒にはるを一定期間預けざるを得なくなる。
星（ほし）良一
まほろ市の裏の世界で幅を利かせている男。麻薬の密売等を行っているが、未成年。私生活では、玄米を主食に栄養バランスに気を使った食生活を心がけ、毎朝のランニングを日課とし、タバコを吸わず、酒もほとんど飲まないなど、健康志向の生活を送っている。潔癖症で凝り性・几帳面で器用、料理上手でもあり、交際相手の新村清美の為に作ったサンドイッチを、紆余曲折の末、食べた行天から「あんた、料理うまい。キュウリの塩加減が絶妙」と絶賛されている。
まほろ市に暮らしている両親は、星の｀本業｀を知らず輸入家具の会社に勤めていると思っている。父親は普通の会社員で、星が勝手に就職先を決めた事をまだ怒っているが、母親からはしばしば呼び出され食事をともにするなど関係は良好。ただ、あまりにマイペースな母親と接すると、星は疲労困憊になる。
岡（おか）
まほろ駅前から車で数十分ほどの家に住む老人。利用しているバス路線の間引き運転を疑っており、一定の季節にて多田に近所のバス停で間引き運転の証拠をつかませるなど、風変わりな依頼を行うリピーター。現在はかつて畑であった土地にアパートを建て、そこからの家賃収入により生活費には困っていない様子。
柏木亜沙子（かしわぎ あさこ）
『番外地』から登場する、まほろ市の飲食チェーン店「キッチンまほろ」の会社社長。年齢差の大きい夫を亡くしており、多田便利軒に数年前より別居した夫が生前に住んでいたアパートの遺品整理を依頼する。『狂騒曲』では多田は「キッチンまほろ」のリピーターとして通っていたが、様々な経緯により次第に互いに惹かれあっていく。

## 書籍
まほろ駅前多田便利軒
- 単行本：2006年3月、文藝春秋、ISBN 978-4-16-324670-3
- 文庫：2009年1月、文春文庫、ISBN 978-4-16-776101-1
  - 「〇 曽根田のばあちゃん、予言する」（『別册文藝春秋』第255号）
  - 「一　多田便利軒、繁盛中」（『別册文藝春秋』第255号）
  - 「二 行天には、謎がある」（『別册文藝春秋』第256号）
  - 「三 働く車は、満身創痍」（『別册文藝春秋』第257号）
  - 「四 走れ、便利屋」（『別册文藝春秋』第258号）
  - 「四・五 曽根田のばあちゃん、再び予言する」（『別册文藝春秋』第259号）
  - 「五 事実は、ひとつ」（『別册文藝春秋』第259号）
  - 「六 あのバス停で、また会おう」（『別册文藝春秋』第260号）

まほろ駅前番外地
- 単行本：2009年10月、文藝春秋、ISBN 978-4-16-328600-6
- 文庫：2012年10月、文春文庫、ISBN 978-4-16-776102-8
  - 「光る石」（『別册文藝春秋』第274号）
  - 「星良一の優雅な日常」（『別册文藝春秋』第275号）
  - 「思い出の銀幕」（『別册文藝春秋』第276号）
  - 「岡夫人は観察する」（『別册文藝春秋』第277号）
  - 「由良公は運が悪い」（『別册文藝春秋』第278号）
  - 「逃げる男」（『別册文藝春秋』第279号）
  - 「なごりの月」（『別册文藝春秋』第280号）

まほろ駅前狂騒曲
- 単行本：2013年10月、文藝春秋、ISBN 978-4-16-382580-9
- 文庫：2017年9月、文春文庫、ISBN 978-4-16-790918-5
  - シリーズ初の長編作品。
  - 文庫版のみ「サンタとトナカイはいい相棒」（『ダ・ヴィンチ』2013年2月号）併録。

単行本未収録短編
- 「まほろに撮影隊がやってきた」（2011年11月 Blu-ray&DVD『まほろ駅前多田便利軒 プレミアム・エディション』に封入）
- 「サンタとトナカイはいい相棒」（『ダ・ヴィンチ』2013年2月号）まほろ駅前狂騒曲文庫本
- 「多田便利軒、探偵業に挑戦する」（『サイドストーリーズ』2015年3月 角川文庫）

## 漫画版
- 山田ユギ、三浦しをん（原作） 『まほろ駅前多田便利軒』 白泉社〈花とゆめコミックススペシャル〉、全4巻
  1. 2009年12月18日発売、ISBN 978-4-592-19831-4
  2. 2011年3月4日発売、ISBN 978-4-592-19832-1
  3. 2014年10月3日発売、ISBN 978-4-592-19833-8
  4. 2017年2月3日発売、ISBN 978-4-592-19834-5

## 映画 まほろ駅前多田便利軒
まほろ駅前シリーズ第1作『まほろ駅前多田便利軒』を映画化。2011年4月23日公開。監督は大森立嗣。主演は瑛太、松田龍平。東京都町田市がモデルであり、実際に町田市全面協力で市内ロケが行われ、2010年7月から8月までの約1か月に渡り撮影。エキストラも最大200人以上を使っている。
キャッチコピーは「カムバック、しあわせ」「バツイチ男二人の、痛快で、やがて胸に熱く迫る便利屋物語」「お困りごとはアフターケアも万全の多田便利軒へ。」。
公開に先駆け、2011年4月16日から7月3日まで町田市民文学館ことばらんどで、映画公開記念展覧会「三浦しをん THE MAKING OF まほろ駅前多田便利軒」展が開催された。
全国111スクリーンで公開され、2011年4月23、24日の初日2日間で興収3,373万7,580円、動員2万4,702人になり映画観客動員ランキング（興行通信社調べ）で初登場第10位となった。
2011年キネマ旬報日本映画ベストテン第4位。

### キャスト
太字の役名はテレビドラマ版にも登場。
- 多田啓介（多田便利軒経営、バツイチ） - 瑛太
- 行天春彦（中学時代の同級生、よく喋る変な奴） - 松田龍平
- ルル（自称コロンビア人娼婦） - 片岡礼子
- ハイシー（自称コロンビア人娼婦、ルルのルームメイト） - 鈴木杏
- 三峯凪子（行天の元妻） - 本上まなみ
- 山下（ハイシーのストーカー） - 柄本佑
- 由良（小学生） - 横山幸汰
- 山下の母（義理の母）  - 梅沢昌代
- 山田（弁当屋・囲炉裏屋亭主） - 大森南朋
- シンちゃん（薬売人、ルルの友人） - 松尾スズキ
- 岡（多田便利軒常連客） - 麿赤兒
- 星（裏組織のボス） - 高良健吾
- 早坂（まほろ署刑事） - 岸部一徳
- マリ（犬の飼い主） - 田中遥奈
- マリの母 - 中村優子
- 由良の母 - 吉本菜穂子
- 若い刑事 - 三浦誠己
- 住職 - 鈴木晋介
- バスの運転手 - 中沢青六
- 水野（塾前の親） - 宍戸美和公
- 原（塾前の親） - 吉井有子
- 永田（塾前の親） - 瀬戸寛
- 中学時代の多田 - 大嶋捷稔
- 中学時代の行天 - 吉岡澪皇
- 多田の元妻 - 田村愛
- 看板持ちのオジサン - 宇野祥平
- 中華屋店主 - 金子清文
- 襲撃者A - 日向寺雅人
- 襲撃者B - 全原徳和
- 星の部下 - 渡邉達也
- 獣医（声） - 戌井昭人
- はる（凪子の娘） - 奥田いろは
- 岡の孫 - 加部亜門

### スタッフ
- 監督・脚本 - 大森立嗣
- 原作 - 三浦しをん『まほろ駅前多田便利軒』
- 撮影 - 大塚亮
- 照明 - 木村明生
- 録音 - 加藤大和
- 美術 - 原田満生
- セットデザイナー - 杉本亮
- 編集 - 普嶋信一
- 音楽 - 岸田繁（くるり）
- 主題歌 - くるり「キャメル」
- 記録 - 杉田真一
- 衣裳 - 纐纈春樹
- ヘアメイク - 豊川京子
- 装飾 - 田口貴久
- 助監督 - 野尻克己
- 製作担当 - 有賀高俊
- 製作プロダクション - リトルモア、フィルムメイカーズ
- 企画 - 菊地美世志、岩浪泰幸、孫家邦
- プロデューサー - 土井智生、吉村知己
- 企画協力 - ボイルドエッグズ、文藝春秋
- 特別協力 - 町田市
- 助成 - 文化芸術復興費補助金
- 宣伝協力 - ヨアケ
- 配給 - アスミック・エース
- 製作会社 - 「まほろ駅前多田便利軒」製作委員会（フィルムメイカーズ、アスミック・エース、ハピネット、日活、TSUTAYA グループ、Yahoo! JAPAN、ヨアケ、リトルモア）

## 映画 まほろ駅前狂騒曲
まほろ駅前シリーズ第3作『まほろ駅前狂騒曲』を映画化。2014年10月18日公開。監督、スタッフは前作の映画『まほろ駅前多田便利軒』の大森組が担当。ドラマ版との関わりは#映画とドラマの相違点参照。前作と今作では配給会社が変わっており、東京テアトルとリトルモアが共同で手がける。
キャッチコピーは「俺たち、パパになってもいいですか?」、「バツイチ二人。その愛を、命がけで守れ、便利屋!」、「子守りに恋にバスジャック!?」、「便利屋コンビに危機せまる!」
主演は瑛太、松田龍平。その他メインキャストも第1作目から連続ドラマを経て変更されていない。また一部ドラマゲストのキャラクターが今作で再登場しているが、別人の設定になっているキャストも居る（ドラマでは第1作目から役柄が変わっていたキャストも存在する）。

### キャスト（映画第2作）
太字のキャラクターは実写「まほろシリーズ」全作にわたって登場。☆はまほろ駅前多田便利軒に登場。★はドラマから登場。
- 多田啓介 - 瑛太
- 行天春彦 - 松田龍平
- 星 - 高良健吾
- 柏木亜沙子★ - 真木よう子
- 岡力雄☆ - 麿赤兒[注 1]
- 三峯凪子☆ - 本上まなみ
- 曽根田菊子 - 奈良岡朋子
- 飯島幸三 - 新井浩文[注 2]
- 吉村刑事 - 三浦誠己
- 澤田刑事 - 古川雄輝
- 由良☆ - 横山幸汰
- 三峯はる - 岩崎未来
- 渡辺（HHFA） - 水澤紳吾
- 筒井 - 大西信満
- 津山 - 宇野祥平[注 3]
- 中華屋店主 - 金子清文
- 北上 - 原田麻由
- 山本 - 二瓶餃一
- 林 - 飯田考男
- 花村 - 五木晴子
- 金井 - 渡邊達也[注 4]
- 杉山 - 信太昌之[注 5]
- 骨折の男 - 戌井昭人[注 6]
- 須崎（看護師） - 須藤温子
- 病院の親子・母 - 小林麻子[注 7]
- リス園の親子・母 - 岩本えり
- バス運転手 - 政岡泰志
- 白服の男1（HHFA） - 気田睦
- 白服の男2（HHFA） - 飯田芳
- 屈強な看護師 - 安藤なつ
- CT技師 - 池浪玄八
- 中華屋の店主☆ - 金子清文
- 自転車の女 - 大越弥生
- 農薬散布の男 - 大川田直太
- 美容師 - 中島亜梨沙
- 多田の元妻☆ - 田村愛
- 喫茶店ウェイトレス - 木竜麻生
- 宮崎叶多
- 嫌煙の女 - 伊佐山ひろ子
- 西島さき - 市川実和子
- シンちゃん - 松尾スズキ
- 山田 - 大森南朋
- 山田の娘 - 石村志乃
- 早坂刑事 - 岸部一徳
- 小林（HHFA代表） - 永瀬正敏

### スタッフ（映画第2作）
- 監督 - 大森立嗣
- 脚本 - 大森立嗣、黒住光
- 音楽 - 岸田繁（くるり）
- 原作 - 三浦しをん『まほろ駅前狂騒曲』（文藝春秋刊）
- 主題歌 - くるり「There is (always light)」（SPEEDSTAR RECORDS）
- 撮影 - 大塚亮
- 照明 - 水野研一
- 録音 - 照井康政
- 美術 - 平井亘
- 編集 - 早野亮
- 衣装 - 纐纈春樹
- ヘアメイク - 泉宏幸
- 装飾 - 渡辺大智
- 撮影効果 - 佐藤光
- 音響効果 - 伊藤進一
- 助監督 - 野尻克己
- 製作担当 - 橋立聖史
- 宣伝プロデューサー - 中野朝子
- 渉外担当 - 藤田充彦
- 企画 - 菊地美世志、孫家邦
- プロデューサー - 土井智生、吉村知己
- 企画協力 - 文藝春秋
- 協力 - 町田市
- 助成 - 文化庁文化芸術振興費補助金
- 配給 - 東京テアトル、リトル・モア
- 製作 - 「まほろ駅前狂騒曲」製作委員会（ポニーキャニオン、東京テアトル、パパドゥ音楽出版、文藝春秋、オフィス作、GYAO、ぴあ、ヨアケ、フィルムメイカーズ、リトル・モア）

## テレビドラマ まほろ駅前番外地
上記の映画版の続編として、まほろ駅前シリーズ第2作『まほろ駅前番外地』をテレビドラマ化。2013年1月11日から3月29日まで、テレビ東京系「ドラマ24」にて放送された（全12回）。監督・脚本は『湯けむりスナイパー』・『モテキ』を手掛けた大根仁が担当、主演の瑛太、松田龍平をはじめ一部キャストは映画版から引き続きの出演となる。ドラマ24ではこのドラマが通算30作品目にあたるため「ドラマ24 第30弾特別企画」というサブタイトルが付く。最終話は番組調整の都合上のため24:42 - 25:22に放送。
キャッチコピーは「いろいろあるのさ、誰だって。」
本作では、原作の世界観や主演2名のキャラクターは活かしつつ、小説や映画とは違うパラレルなものを描こうと企画され、電気グルーヴの著書に描かれたピエール瀧のエピソードを基にしたり、『探偵!ナイトスクープ』を思わせる番組が登場するエピソードなどを登場させ、原作にないオリジナルストーリーを多く盛り込んでドラマ化している。
2013年3月度ギャラクシー賞月間賞受賞並びに、平成25年日本民間放送連盟賞のテレビドラマ部門・優秀賞を受賞。
2013年4月6日 - 19日の期間内で、全12話を4パートに分けてユーロスペースで上映された。テレビ大阪を除くテレビ東京系列局では、2013年10月9日から12月25日まで水曜23:58 - 24:45枠（「ソコアゲ★ナイト」水曜枠）において再放送を実施した。
また、瑛太は『最高の離婚』（フジテレビ系列）、『極北ラプソディ』（NHK総合）にも主演しており、同一クールに3本の主演連続ドラマが放送された事になる。

### キャスト（テレビドラマ）
太字★は多田便利軒に仕事を依頼した人物。

#### 多田便利軒
多田 啓介
演 - 瑛太
社長。
行天 春彦
演 - 松田龍平
従業員。

#### 来夢来人
ママ
演 - 渡辺真起子
ホステス
演 - 山田瑞希

#### その他
看板持ちの男
演 - 三島ゆたか
吉村刑事
演 - 三浦誠己
まほろ警察署勤務。
ラジオパーソナリティ
演 - オクイシュージ
山田★
演 - 大森南朋
手作り惣菜弁当「希林」の店員。
シンちゃん
演 - 松尾スズキ
密売人。
ラジオアナウンサー
演 - 相内優香（テレビ東京アナウンサー）

#### ゲスト

##### 第1話
スタンガン西村★
演 - 永澤俊矢
まほろプロレスの代表。
瀧
演 - 宇梶剛士
飲食店経営。元プロレスラーでリングネームは「ケゴンノ瀧」。
西村 悦子
演 - 坂井真紀
スタンガンの妻。
西村 つな
演 - 新井美羽
スタンガンと悦子の娘。
レフェリー
演 - プリティ太田
実況アナウンサー
演 - 矢野武
前座女子プロレスラーA
演 - 上林愛貴
前座女子プロレスラーB
演 - 石橋葵
前座女子プロレスラーC
演 - 沙耶
前座女子プロレスラーD
演 - セウシス
解体屋の男
演 - 中沢青六
スペシャルサンクス
演 - スタンガン高村、電気グルーヴ

##### 第2話
滑川★
演 - 夏目慎也
女
演 - 風祭ゆき
滑川が会いたがっているカラオケモデル 。今はBARナイトフライ経営者。
女
演 - 篠原友希子
滑川が会いたがっているカラオケモデルの娘。
カラオケレーザーディスク「桃色吐息」のカラオケモデル
演 - 仁科あい
上田
演 - 野間口徹
第一興業の社員。
土井
演 - 大河内浩
どりぃむ工房社長。
スキンヘッド
演 - 向雲太郎
土井の部下。
白ジャージ
演 - 小林優太
土井の部下。
玉さん
演 - 小林健一

##### 第3話
佐藤 春美★（キャバクラ嬢）
演 - 川村ゆきえ
石川（キャバクラ客）
演 - 三浦俊輔
磯部（キャバクラ客）
演 - 草野イニ
浜口（キャバクラ客）
演 - 市鏡赫
ボーイ
演 - 森耕平

##### 第4話
麻生 久代★
演 - 大方斐紗子
逸見 亀十郎（市進学院まほろ教室講師）
演 - 正名僕蔵（少年期：朝日瑞稀）
和楠 蠢道（蝋人形作家）
演 - 麿赤兒
老紳士
演 - 渡辺尚彦
鞄持ちの男
演 - TERU
スペシャルサンクス
演 - 都築響一

##### 第5話
北村 周一★（住本商事営業1課主任）
演 - 新井浩文
木村 妙子★（大輔の母親）
演 - 宮下順子
木村 大輔（Fioretto見習いシェフ）
演 - 野中隆光（幼少期：伊藤隼斗）
北村の新婦
演- 吉田妙子
筋者A
演 - 安藤岳史
筋者B
演 - 笠松伴助
外国人娼婦A
演 - メリー・レヘロ
外国人娼婦B
演 - ジェイド・フルタ
外国人娼婦C
演 - シャブラン・ハシバ
劇中ドラマ御曹司
演 - 宮﨑将
劇中ドラマ許嫁
演 - 安藤サクラ
劇中ドラマ家政婦
演 - 広瀬アリス
劇中ドラマナレーション
演 - 塚本康博
児童心理学者
演 - 小林麻子
相談者
演 - 作間ゆい

##### 第6話
美咲★
演 - 臼田あさ美
美咲の娘
演 - 甲斐恵美利
ヒロくん
演 - 加藤賢崇

##### 第7話
渋川★（岡山組鉄砲玉）
演 - 渋川清彦
早坂（吉村刑事の上司）
演 - 岸部一徳

##### 第8話
宮本 由香里★（彼氏の元彼女）
演 - 黒木華
武内 小夜★（彼氏の婚約者）
演 - 高部あい
彼氏
演 - 中台あきお

##### 第9話
芦原 源一（園子の義父）
演 - 信太昌之
山崎（園子の客）
演 - 宇野祥平
斉藤（園子の客）
演 - 遠藤雅
逃げるサラリーマン（園子の客）
演 - 中村無何有
キャスター
演 - 占部房子
女子高生A
演 - 河原真悠子
ガス作業員
演 - 前野朋哉

##### 第9 - 10話
新村 清海（園子の中学時代の同級生）
演 - 刈谷友衣子
芦原 園子（殺人犯）
演 - 山本舞香
星★（青年実業家）
演 - 高良健吾
星の部下1
演 - 渡邉達也
星の部下2
演 - 青木健
星の部下3
演 - 松崎裕
リポーター
演 - 鈴木晋介

##### 第11 - 最終話
柏木 亜沙子★（キッチンまほろ店主）
演 - 真木よう子
貞雄★（亜沙子の兄）
演 - 山本浩司
チンピラA
演 - 辰巳智秋
チンピラB
演 - 札内幸太
家主
演 - 滝田裕介
警官
演 - 赤堀雅秋

### スタッフ（テレビドラマ）
- 原作 - 三浦しをん『まほろ駅前番外地』、『まほろ駅前多田便利軒』（文春文庫刊）
- 脚本 - 大根仁、黒住光、ヤシキケンジ
- 音楽 - 坂本慎太郎（zelone records）
- 演出 - 大根仁
- オープニングテーマ - フラワーカンパニーズ「ビューティフルドリーマー」（Sony Music Associated Records Inc.）
- エンディングテーマ - 坂本慎太郎「まともがわからない」（zelone records）
- 編集 - 石田雄介
- 助監督 - 神徳幸治
- 脚本協力 - 黒木久勝（第9 - 10話）
- タイトルバック - 柴田剛
- VFX - 西尾健太郎
- カースタント - 海藤幸広
- アクション演出 - 小原剛
- アクション演出補 - 南辻史人、大石将史
- 各話スタッフ
  - 吹き替え - 石戸健太郎、田之上生海、荒川真 / 操演 - 岸浦秀一、巻木良孝 / プロレス指導 - 根本太樹（第1話）
  - ガンエフェクト - BIG SHOT（第7・最終話）
  - カニ指導 - 福島屋のよーちゃん（第11話）
- チーフプロデューサー - 岡部紳二（テレビ東京）
- プロデューサー - 森田昇（テレビ東京）、土井智生
- アシスタントプロデューサー - 小松幸敏（テレビ東京）、宮崎慎也
- 企画 - 菊地美世志、孫家邦
- 企画協力 - 文藝春秋
- 制作プロダクション - リトルモア、フィルムメイカーズ
- 制作 - テレビ東京、リトルモア
- 製作著作 - 「まほろ駅前番外地」製作委員会2013

### 映画とドラマの相違点
- 映画での二人それぞれのシリアスな過去がドラマでは一切出てこず、コメディー色が押し出されている。それに伴い、映画にも登場する周囲のキャラクターも同一人物ではあるが、雰囲気が違う者もいる。
- 4話に映画では常連客・岡として登場した麿赤兒が出演しているが、役自体が違う[13]。
- 映画では多田も行天も決まった衣装は無いが、ドラマでは多田は水色の作業服、行天は黒の皮ジャンにベージュのチノパンというスタイルが固定化されている。
- 映画で説明される多田と行天が中学(原作では都立まほろ高校)の同級生だという設定も登場せず、ドラマのみを見ると行天が何故多田と一緒に暮らしているのか、多田が何故それを受け入れているのかは不明のままである。
- 映画では大きく意味を持つ行天の小指の切断痕が、ドラマでは消えている。
- 基本的に映画を見ずともドラマの内容を把握することは出来るが、映画を見ているか見ていないかにより解釈が大きく分かれる部分が多く存在する。
- 10話で多田と行天の二人の出会いのエピソードを女子高生に行天が語るシーンが出てくるが、二人の出会いを描いた映画のエピソードとは大きく違う。これについては作中でも多田が指摘している通り行天の作り話と捉えることが出来るが、パラレルワールドという点でドラマでは過去を描いていないことにより、これがドラマの二人の過去だと捉えることも出来る。
- パラレルワールドではあるが時系列としては映画『まほろ駅前多田便利軒』→ドラマ『まほろ駅前番外地』→映画『まほろ駅前狂騒曲』となっている。
- ドラマオリジナル展開の便利屋の引っ越し、シンちゃんの怪我などがそのまま映画2に反映されている。
- 映画とドラマで多田と行天の吸っているタバコが異なる。(映画二作→ドラマの順で)多田「ラッキーストライク→ホープ（10）」行天「マールボロ・メンソール・ボックス→エコー」となっている。
- 映画2作品で音楽・主題歌を制作した岸田繁は、ドラマ版には関与していない。

### 放送日程
| 各話                                                      | 放送日  | サブタイトル                           | 原作                         | 脚本                       |
| --------------------------------------------------------- | ------- | -------------------------------------- | ---------------------------- | -------------------------- |
| 第1話                                                     | 1月11日 | プロレスラー代行、請け負います         | ドラマオリジナル             | 大根仁                     |
| 第2話                                                     | 1月18日 | 麗しのカラオケモデル、探します         | ドラマオリジナル             | 大根仁                     |
| 第3話                                                     | 1月25日 | キャバ嬢ストーカー、捕まえます         | ドラマオリジナル             | 大根仁 黒住光              |
| 第4話                                                     | 2月01日 | 秘密の蝋人形、引き取ります             | ドラマオリジナル             | 大根仁                     |
| 第5話                                                     | 2月08日 | ややこしい過去の整理は、お断りします   | 「あのバス停で、また会おう」 | 大根仁 黒住光              |
| 第6話                                                     | 2月15日 | 出会い系サクラの恋、手伝います         | ドラマオリジナル             | 大根仁 黒住光 ヤシキケンジ |
| 第7話                                                     | 2月22日 | 廃棄拳銃、引き取ります                 | ドラマオリジナル             | 大根仁 黒住光              |
| 第8話                                                     | 3月01日 | 恋敵の婚約指輪、隠します               | 「光る石」                   | 大根仁 黒住光              |
| 第9話                                                     | 3月08日 | クソ可愛いまほろJK、ボディガードします | 「事実は、ひとつ」           | 大根仁 黒住光              |
| 第10話                                                    | 3月15日 | まほろJKの友情、つながせてもらいます   | 「事実は、ひとつ」           | 大根仁 黒住光              |
| 第11話                                                    | 3月22日 | 美人未亡人の依頼、何でもやります       | 「逃げる男」                 | 大根仁 黒住光              |
| 最終話                                                    | 3月29日 | まほろ駅前多田便利軒、廃業します       | ドラマオリジナル             | 大根仁 黒住光              |
| 平均視聴率 3.1%（視聴率は関東地区・ビデオリサーチ社調べ） |         |                                        |                              |                            |

### ネット局
| 放送対象地域   | 放送局                | 系列                          | 放送期間・曜日・時間    | 放送期間・曜日・時間  |
| -------------- | --------------------- | ----------------------------- | ----------------------- | --------------------- |
| 関東広域圏     | テレビ東京 【制作局】 | テレビ東京系列                | 2013年1月11日 - 3月29日 | 金曜 24:12 - 24:52    |
| 北海道         | テレビ北海道          | テレビ東京系列                | 2013年1月11日 - 3月29日 | 金曜 24:12 - 24:52    |
| 愛知県         | テレビ愛知            | テレビ東京系列                | 2013年1月11日 - 3月29日 | 金曜 24:12 - 24:52    |
| 岡山県・香川県 | テレビせとうち        | テレビ東京系列                | 2013年1月11日 - 3月29日 | 金曜 24:12 - 24:52    |
| 福岡県         | TVQ九州放送           | テレビ東京系列                | 2013年1月11日 - 3月29日 | 金曜 24:12 - 24:52    |
| 大阪府         | テレビ大阪            | テレビ東京系列                | 2013年1月14日 - 4月1日  | 月曜 23:58 - 24:40    |
| 奈良県         | 奈良テレビ            | JAITS                         | 2013年1月18日 - 4月5日  | 金曜 25:30 - 26:05    |
| 長崎県         | 長崎放送              | TBS系列                       | 2013年1月22日 - 4月16日 | 火曜 24:20 - 25:00    |
| 青森県         | 青森テレビ            | TBS系列                       | 2013年2月1日 - 4月26日  | 金曜 24:20 - 25:00    |
| 宮崎県         | 宮崎放送              | TBS系列                       | 2013年2月4日 - 4月29日  | 月曜 24:55 - 25:30    |
| 山形県         | テレビユー山形        | TBS系列                       | 2013年2月15日 - 5月10日 | 金曜 24:50 - 25:30    |
| 広島県         | 広島テレビ            | 日本テレビ系列                | 2013年2月15日 - 4月26日 | 金曜 25:03 - 25:43    |
| 石川県         | 北陸放送              | TBS系列                       | 2013年3月7日 - 5月30日  | 木曜 25:35 - 26:15    |
| 新潟県         | テレビ新潟            | 日本テレビ系列                | 2013年3月28日 - 6月13日 | 木曜 24:43 - 25:23    |
| 福島県         | 福島中央テレビ        | 日本テレビ系列                | 2013年3月28日 - 6月13日 | 木曜 25:28 - 26:08    |
| 鹿児島県       | 鹿児島放送            | テレビ朝日系列                | 2013年3月30日 - 6月15日 | 土曜 25:45 - 26:25    |
| 全国放送       | BSジャパン            | テレビ東京系列 BSデジタル放送 | 2013年4月7日 - 6月23日  | 日曜 23:30 - 24:05    |
| 岩手県         | IBC岩手放送           | TBS系列                       | 2013年4月12日 - 6月28日 | 金曜 24:55 - 25:35    |
| 秋田県         | 秋田放送              | 日本テレビ系列                | 2013年4月15日 - 7月1日  | 月曜 24:53 - 25:33    |
| 鳥取県・島根県 | 日本海テレビ          | 日本テレビ系列                | 2013年4月20日 - 7月6日  | 土曜 24:50 - 25:35    |
| 熊本県         | くまもと県民テレビ    | 日本テレビ系列                | 2013年4月20日 - 7月6日  | 土曜 25:00 - 25:40    |
| 和歌山県       | テレビ和歌山          | JAITS                         | 2013年5月4日 - 7月20日  | 土曜 26:00 - 26:40    |
| 長野県         | 信越放送              | TBS系列                       | 2013年5月10日 - 7月26日 | 金曜 24:50 - 25:30    |
| 滋賀県         | びわ湖放送            | JAITS                         | 2013年7月7日 - 9月22日  | 日曜 26:00 - 26:40    |
| 岐阜県         | 岐阜放送              | JAITS                         | 2014年1月5日 -          | 日曜 25:30 - 26:15    |
| 宮城県         | 仙台放送              | フジテレビ系列                | 2014年1月9日 -          | 木曜 24:50 - 25:30    |
| 山梨県         | テレビ山梨            | TBS系列                       | 2014年6月10日 - 6月26日 | 月-金曜 16:53 - 17:40 |

| テレビ東京 ドラマ24                                       | テレビ東京 ドラマ24                                                      | テレビ東京 ドラマ24                                                              |
| 前番組                                                    | 番組名                                                                   | 次番組                                                                           |
| --------------------------------------------------------- | ------------------------------------------------------------------------ | -------------------------------------------------------------------------------- |
| 勇者ヨシヒコと悪霊の鍵 （2012.10.12 - 2012.12.21）        | 第30弾特別企画 まほろ駅前番外地 （2013.1.11 - 2013.3.29）                | みんな!エスパーだよ! （2013.4.12 - 2013.7.5）                                    |
| テレビ東京 水曜23:58 - 24:45枠（『ソコアゲ★ナイト』水曜） |                                                                          |                                                                                  |
| 孤独のグルメ Season3 （2013.7.10 - 2013.9.25）            | まほろ駅前番外地 （再放送） （2013.10.9 - 2013.12.25） ※ここまでドラマ枠 | アスリート・ドキュメント WILL〜それでも僕は走り続ける〜 （2014.1.8 - 2014.3.26） |